# Ramariopsis crocea

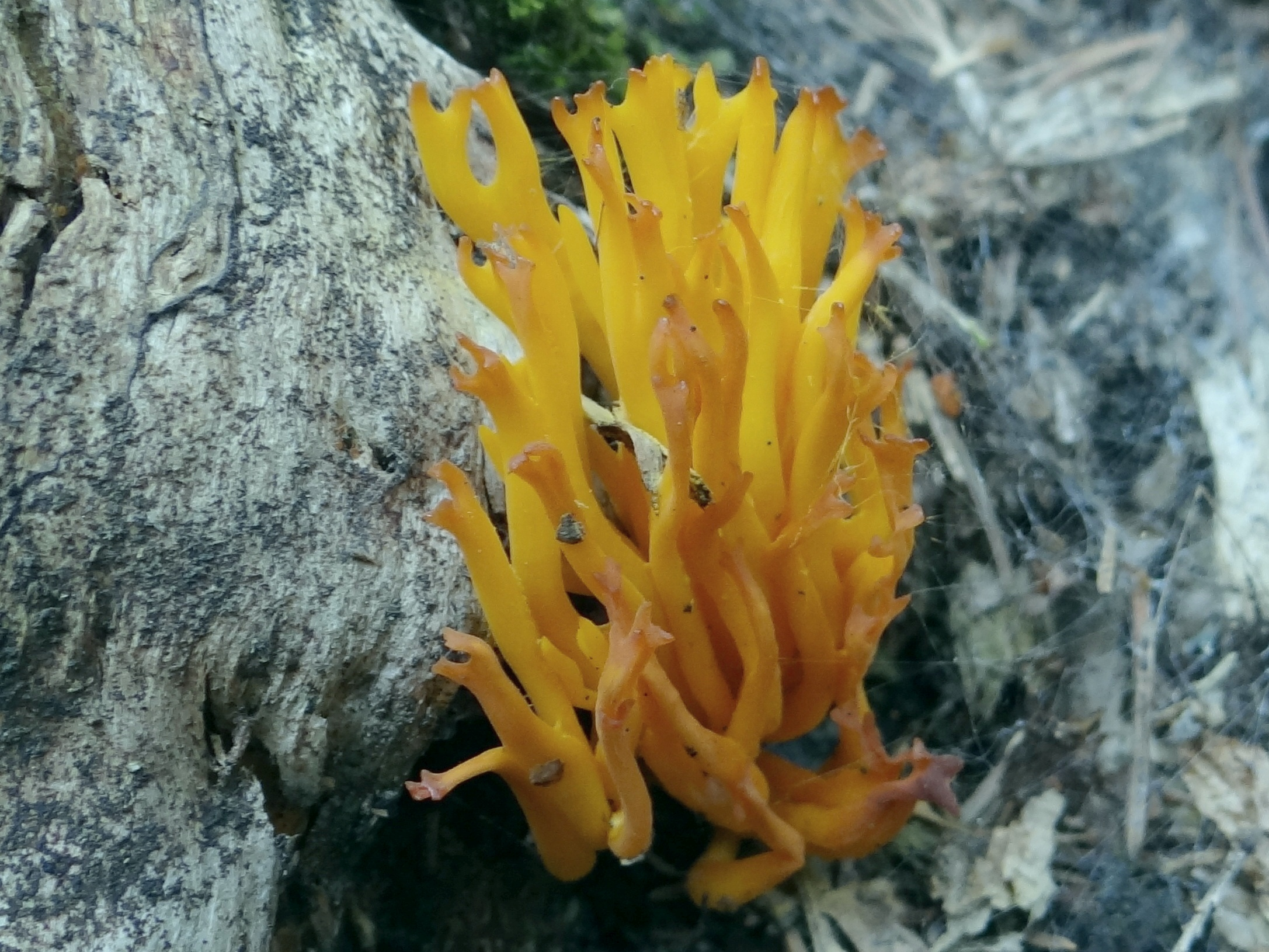

Ramariopsis crocea (Pers.) Corner – gatunek grzybów należący do rodziny goździeńcowatych (Clavariaceae).

## Systematyka i nazewnictwo
Pozycja w klasyfikacji według Index Fungorum: Ramariopsis, Clavariaceae, Agaricales, Agaricomycetidae, Agaricomycetes, Agaricomycotina, Basidiomycota, Fungi.
Po raz pierwszy opisał go w 1797 r. Christiaan Hendrik Persoon, nadając mu nazwę Clavaria crocea. Obecną nazwę nadał mu Edred John Henry Corner w 1950 r. Pozostałe synonimy:
- Clavariella crocea (Pers.) Herter 1910
- Clavulinopsis crocea (Pers.) Jülich 1985
- Poria crocea (Pers.) Lloyd 1922
- Ramaria crocea (Pers.) Quél. 1888
- Ramariopsis crocea f. conspicua R.H. Petersen 1969

Na internetowej stronie grzybiarzy proponowana jest nazwa koralownik szafranowy, będąca tłumaczeniem nazwy naukowej.

## Morfologia
Owocnik
Grzyb klawaroidalny o wysokości do 5 cm i szerokości do 2 cm, krzaczkowaty o dychotonomicznych rozgałęzieniach. Trzon o długości do 3 cm i grubości do 2 mm, tej samej barwy co gałązki. Gałązki o grubości do 1,5 mm, jasnopomarańczowe, pomarańczowożółte o okrągłym przekroju, odgałęziające się pod ostrym kątem o zaokrąglonych wierzchołkach. Bez zapachu i bez smaku.
Cechy mikroskopowe
Strzępki w tramie o średnicy do 15 µm, równoległe, ciasno upakowane, ze sprzążkami. Podstawki 18–26 × 4–4,5 µm, ze sprzążkami bazalnymi, maczugowate, 4-sterygmowe. Bazydiospory 3–4 × 3–6 µm, kuliste do szeroko elipsoidalnych, z niejednorodną zawartością, ozdobione małymi, rozproszonymi kolcami o długości do 0,3 µm.

## Występowanie i siedlisko
Występuje na wszystkich kontynentach poza Afryką i Antarktydą. Brak go w opracowanym w 2003 r. przez Władysława Wojewodę wykazie wielkoowocnikowych grzybów podstawkowych Polski, po raz pierwszy jego stanowiska w Polsce podali B. Gierczyk i inni w 2013 r. Aktualne stanowiska podaje także internetowy atlas grzybów. Znajduje się w nim na liście gatunków zagrożonych i wartych objęcia ochroną.
Naziemny grzyb saprotroficzny występujący pojedynczo lub w grupach na gliniastej, rzadziej piaszczystej glebie w lasach liściastych lub na wydmach.